# Patti Smith
Patricia Lee Smith, detta Patti (Chicago, 30 dicembre 1946), è una cantautrice, poetessa e artista statunitense.
Figura atipica e rivoluzionaria nel rock degli anni settanta, è stata tra le grandi protagoniste del proto-punk e della New wave. Il grande carisma interpretativo e la suggestiva potenza dell'uso delle parole nelle sue canzoni le hanno fatto guadagnare il soprannome di ''sacerdotessa maudite del rock".
La rivista Rolling Stone la inserisce al quarantasettesimo posto nella sua classifica dei 100 migliori artisti e all'ottantatreesimo nella lista dei più grandi cantanti.

## Biografia

### 1946-1967: I primi anni
Prima dei quattro figli di Beverly Smith, una cantante jazz in seguito cameriera, e Grant Smith, macchinista della Honeywell, ha due sorelle, Linda e Kimberly, e un fratello, Todd. Quando Patti aveva 4 anni si trasferì con la famiglia da Chicago a Germantown. In seguito si trasferirono prima a Pitman e Deptford. Fu proprio durante questo periodo che Patti entrò in contatto con la musica attraverso artisti quali Harry Belafonte, Patience and Prudence e, più tardi, Bob Dylan. Si diploma nel 1964 presso la Deptford Township High School e va a lavorare in una fabbrica. Il 26 aprile 1967 dà alla luce la sua prima figlia che, però, decide di far adottare.

### 1967-1973: New York City
Nel 1967 si trasferisce a Manhattan dove fa la conoscenza del fotografo Robert Mapplethorpe con il quale inizia una tormentata ed intensa relazione (insieme attraverseranno periodi di profonda povertà). Smith considera Mapplethorpe una tra le persone più importanti della propria vita tanto che nel suo libro, Just Kids, si riferisce al fotografo come "l'artista della mia vita". Le fotografie scattate da Mapplethorpe a Smith furono spesso utilizzate dalla cantante come copertine per i suoi album.
Smith nel 1969 si recò a Parigi con la sorella. Qui iniziò a lavorare come performer e artista di strada. Tornata in seguito a New York, Smith contribuì, recitando poesie nella forma cosiddetta spoken word, alla colonna sonora di un film artistico di Sandy Daley (dove Robert Mapplethorpe era protagonista). Nello stesso anno recitò anche in Femme Fatale di Jackie Curtis. Come membro della St.Mark's poetry project, lavorò come performer, scrittrice e pittrice per tutto il 1970. L'anno dopo iniziò a lavorare con la band Blue Öyster Cult; per loro scrisse alcuni brani ("Baby Ice Dog", "Career of Evil", "The Revenge of Vera Gemini" e "Debbie Denise") e fu anche considerata per il ruolo di cantante. Scrisse inoltre articoli giornalistici per riviste come Rolling Stone e Creem.

### 1974-1979: Patti Smith Group
A ventotto anni entra nel mondo della musica, dapprima con timide letture di poesia accompagnata dal chitarrista Lenny Kaye, successivamente da un'intera band di cui facevano parte lo stesso Kaye, Ivan Kral (chitarra e basso), Jay Dee Daugherty (batteria) e Richard Sohl (piano). Con questa formazione, nel 1974, Smith, registra il suo primo EP Hey Joe/Piss Factory (il tutto finanziato da Sam Wagstaff). Il lato A era una versione del famoso standard rock sul quale Patti Smith aveva inciso i versi di una sua poesia dedicata a Patty Hearst. Sul lato B, il brano, raccontava della vita in fabbrica di Patti Smith: della sua alienazione e del suo costante pensiero di partire per New York. Sempre nel 1974, inoltre, partecipò all'album di Ray Manzarek, recitando una poesia nel brano "I Wake Up Screaming". Infine nel 1975, Patti Smith (con la sua band) firmò per l'etichetta Arista Records. Il primo loro album, prodotto da John Cale, è Horses, che fa letteralmente epoca per la voce passionale e inebriata di Smith, la visionaria qualità poetica (per certi versi accostabile a Bob Dylan e Jim Morrison) e per la sferza della musica, un nudo rock elettrico che qualcuno ha definito punk, anche se quel termine avrebbe poi assunto una diversa sfumatura con l'avvento dei Sex Pistols e delle band britanniche. La foto di copertina, così austera, era stata scattata da Mapplethorpe ed è una delle più iconiche della storia della musica rock.
Escono poi Radio Ethiopia (1976), che inizialmente non vendette molto anche poiché, rispetto ad Horses, era un disco meno "accessibile", Easter (1978), che contiene il brano Because the Night (scritto con Bruce Springsteen), e Wave (1979), che ebbe meno successo (Frederick e Dancing Barefoot, due brani dell'album, ebbero comunque un buon riscontro).
Sul finire degli anni '70, Patti Smith, diviene esponente di punta di un rock intelligente e nuovo, ammaliando i critici e riuscendo a mantenere credibilità anche nei passaggi più spericolati, come quando nelle note al quarto album, Wave, inserisce una foto di papa Luciani e la scritta "la musica è riconciliazione con Dio".

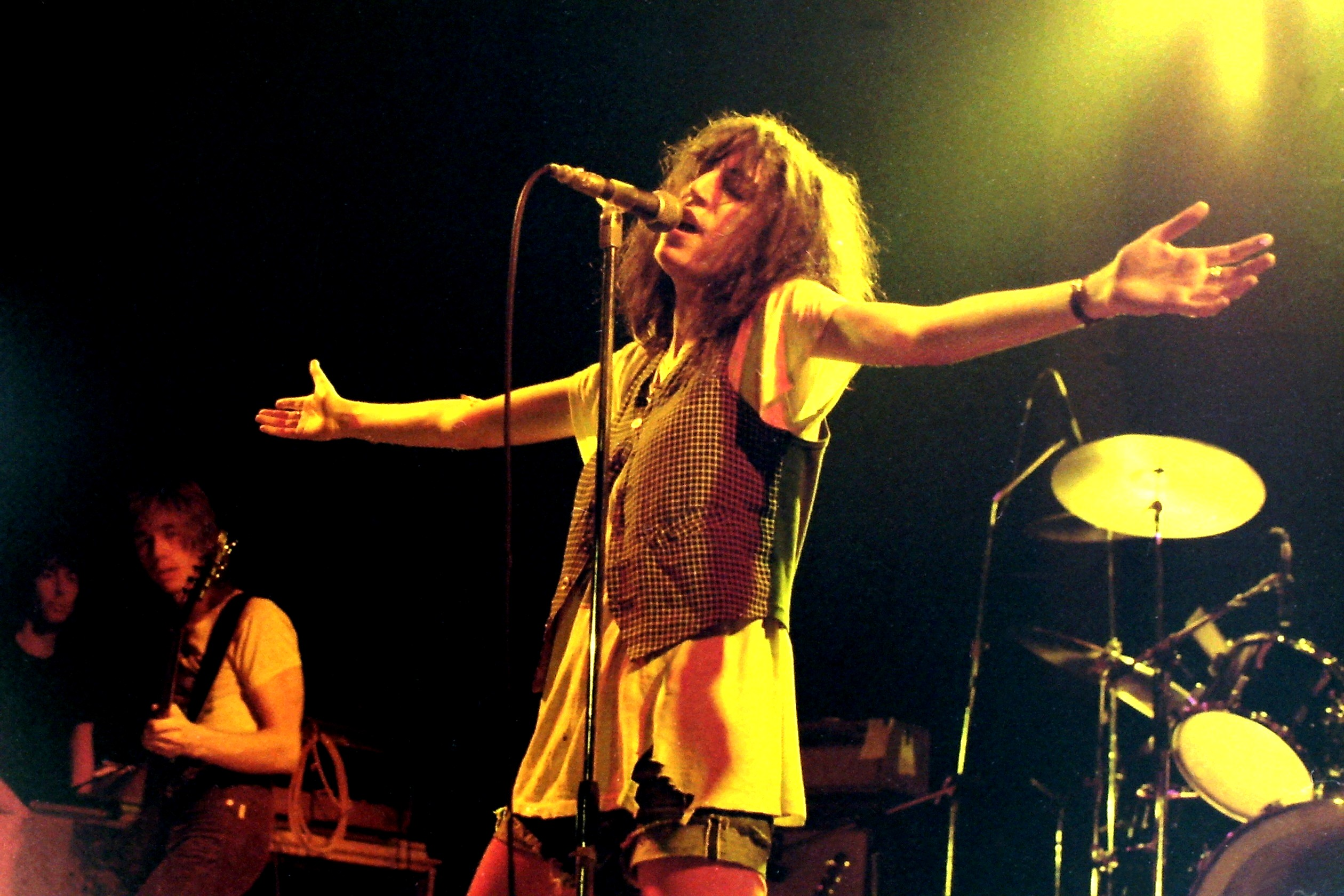
The Patti Smith Group durante un concerto a Mannheim, 1978

Nel 1979, dopo un trionfale tour italiano a settembre, con date a Bologna e Firenze il 9 e 10 rispettivamente, entrambe davanti a circa 70 000 spettatori, Patti Smith annuncia a sorpresa il suo ritiro dalle scene e sposa il chitarrista degli MC5 Fred 'Sonic' Smith, a cui ha dedicato il brano Frederick, e dal quale ha due figli: Jackson (1982) e Jessica (1987).

### 1980-1995: il temporaneo ritiro e la famiglia
Al matrimonio con Fred seguì un periodo di "silenzio" che durò fino al 1988 anno in cui pubblica un disco gradevole, ma ritenuto come sospeso a mezz'aria: Dream of Life. L'album contiene People Have The Power, una delle sue maggiori hit, che diverrà un vero e proprio inno alla libertà e alla democrazia.
 Nel 1989 muore Robert Mapplethorpe, compagno della bohème giovanile a New York. A questo primo lutto seguono, poi, quelli del fidato pianista, Richard Sohl, di suo fratello Tod ma, soprattutto, quello del marito Fred per un attacco di cuore (1994).
Per aiutare Patti a reagire al lutto, nel 1995, i suoi amici Michael Stipe (cantante dei R.E.M.) e Allen Ginsberg (poeta, amico di Patti sin dal periodo newyorkese) la invitarono a tornare ad esibirsi. Nel dicembre dello stesso anno prese parte ad una tournée di Bob Dylan.

### 1996-2003: il ritorno sulle scene
Patti decide allora di tornare a fare musica e completa l'album che con Fred Smith da tempo progettava. Lo chiude, nel 1996, con il nome di Gone Again. Nel 1996 esegue la parte femminile del brano dei R.E.M. E-Bow the Letter, dedicato a River Phoenix scomparso nel 1993.
Negli anni successivi continua con una produzione regolare e frequenti incursioni sui palcoscenici di tutto il mondo. Nel 1997 esce Peace and Noise. Le sue canzoni continuano a mirare ai dolori e alle follie del mondo: l'invasione cinese del Tibet, la morte di Ginsberg e Burroughs, il Vietnam, Madre Teresa e il mito di Ho Chi Minh, a cui Patti dedica il suo album del 2000, Gung Ho. I brani "1959" e "Glitter in their eyes" furono nominati per i Grammy Award. Nel settembre 2002, poi, il "Museo Andy Warhol" di Pittsburgh ospitò una sua mostra d'arte dal nome di "Strange Messenger".

### 2004-2009
Il disco inedito seguente è Trampin' (2004), con una piccola apparizione della figlia Jessica. Tra i brani contenuti anche Radio Baghdad, improvvisato in studio con Oliver Ray, in cui immagina una mamma irachena che canta una ninna nanna al figlio una notte, mentre cadono le bombe.
Nel 2005, in occasione del trentesimo anniversario del suo primo album Horses, pubblica una versione nuova dell'album che comprende due cd: il primo è lo stesso di trent'anni prima rimasterizzato e il secondo è l'intero album suonato dal vivo alla Royal Festival Hall di Londra con una band rivista: oltre ai "soliti" Lenny Kaye, Jay Dee Daugherty e Tom Verlaine, Tony Shanahan prende il posto dello scomparso Richard Sohl al pianoforte e va sottolineata la presenza di Flea al basso.
Nel 2006 suona a Torino con un concerto gratuito in Piazza Castello durante le Olimpiadi invernali di quell'anno. Nel 2007 entra a far parte della Rock and Roll Hall of Fame. Nel 2008 duetta con Irene Grandi e Francesco Renga nel brano Birima per sostenere il progetto umanitario del microcredito in Africa.
Nel 2009, dopo un incontro al raduno nazionale di Emergency di Firenze organizzato da Maso Notarianni, intraprende una collaborazione con il gruppo aretino Casa del vento. La collaborazione inizia con la registrazione di due brani e prosegue con alcuni concerti.

### 2010-presente
Nel 2010 Smith dà alle stampe il suo libro, Just Kids, in cui racconta dei suoi primi anni a New York e della sua relazione con Bob Mapplethorpe (nel 2018 è uscita una versione aggiornata del libro). Nello stesso anno appare in un piccolo cameo nella pellicola di Jean-Luc Godard, Film socialisme.
Nel 2011 torna a cantare insieme al gruppo musicale R.E.M. nella canzone Blue, presente nell'album Collapse into Now. Nello stesso anno compare in un cammeo nell'episodio Icarus (stagione 10, episodio 7) del telefilm Law & Orderː Criminal Intent.
Nel 2012 in occasione del festival di Sanremo duetta come ospite straniero con il gruppo Marlene Kuntz cantando Impressioni di settembre della Premiata Forneria Marconi e il suo più famoso successo Because the Night, il quale le fa guadagnare una standing ovation. Il 5 giugno 2012 viene pubblicato in Italia il nuovo album di inediti: Banga. Il sito di aggregazione di recensioni, Metacritic, diede all'album un punteggio di 81.
Nello stesso anno registra anche la canzone "Capitol Letter", parte della colonna sonora del film Hunger Games: La ragazza di fuoco. Sempre nello stesso anno incide la cover di Io come persona, canzone di Giorgio Gaber, contenuta nell'album antologico Per Gaber... io ci sono.
Il 25 aprile 2013 è ospite nel talent show The Voice of Italy nel quale duetta insieme a Noemi, Raffaella Carrà, Riccardo Cocciante e Piero Pelù uno dei suoi più grandi successi Because the night.
Il 10 dicembre 2016, Smith, partecipa alla cerimonia di consegna del Premio Nobel per la Letteratura sostituendo Bob Dylan, impossibilitato a partecipare per via di impegni.
Il 3 maggio 2017, le viene conferita la laurea magistrale ad honorem in "Lettere classiche e moderne" presso l'Università degli studi di Parma.
Il 28 novembre 2019, le viene conferita la laurea magistrale ad honorem in "Lingue e letterature europee e americane" presso l'Università degli studi di Padova.

## Influenze
Il lavoro di Smith è stato una grossa fonte d'ispirazione per Michael Stipe. Il cantante dei R.E.M. ha affermato come l'ascolto dell'album Horses abbia avuto un forte impatto su di lui, tanto che poi dirà "ho deciso in quel momento che avrei formato una mia band". Non è un caso che, come detto, Stipe e Smith collaborarono attivamente sul finire degli anni '90 e nuovamente nel 2011.
La band australiana The Go-Betweens ha dedicato un brano ("When she sang about angels") dell'album The friends of Rachel Worth alla figura di Patti Smith.
Anche Shirley Manson della band Garbage ha parlato dell'influenza che Patti Smith ha avuto su di lei. Sia Morrissey che Johnny Marr (membri dei The Smiths) hanno rivelato che il loro brano "The hand that rocks the Cradle" è un riarrangiamento di "Kimberly", brano di Patti Smith contenuto in Horses. Tra gli altri artisti influenzati dalla musica di Smith si segnalano gli U2, Courtney Love (la quale considera Rock 'n' Roll Nigger la più grande canzone rock di tutti i tempi), Madonna. Nel 2005 la cantante KT Tunstall ha omaggiato Patti Smith con il singolo Suddenly I See (secondo l'artista stessa si tratta di una sorta di tributo all'arte e all'influenza di Smith). Nel 2018 la band inglese Florence and the Machine ha dedicato il brano "Patricia" (contenuto nell'album High as Hope) a Patti Smith.

## Attivismo
Nel 1993 Smith ha partecipato all'album No Alternative prodotto dall'organizzazione Red Hot Organization per sostenere i malati di AIDS. Nell'album, Patti Smith, contribuisce con una versione live del brano Memorial Song.
Nel 2000 ha sostenuto la candidatura di Ralph Nader in vista delle elezioni presidenziali negli Stati Uniti d'America. Durante le manifestazioni della campagna elettorale, Smith, ha cantato, trascinando la folla, i brani Over the Rainbow e People Have the Power.
Tra il 2002 ed il 2003, Smith, partecipò attivamente alle proteste contro la guerra in Iraq e contro il presidente George W. Bush. Il 26 marzo 2003, dieci giorni dopo la morte di Rachel Corrie, Smith, si esibì ad Austin in un concerto dichiaratamente contro la guerra. Successivamente scrisse il brano Peaceable Kingdom in memoria di Rachel Corrie.
Nel 2004 supportò John Kerry in vista delle elezioni presidenziali negli Stati Uniti d'America previste per il novembre di quell'anno. Non prese parte al Vote for Change Tour ma Bruce Springsteen cantò più volte il brano People Have the Power. Ancora tra il 2004 ed il 2005 partecipò alle manifestazioni contro la guerra in Iraq (sempre con Ralph Nader) e sostenne l'impeachment nei confronti del presidente Bush.

Nel 2006, a Londra, la cantante presentò due nuovi brani: "Qana" e "Without chains". Il primo racconta del bombardamento da parte delle Forze aeree israeliane ai danni della città libanese di Kana. Il secondo brano è basato sulla vicenda di Murat Kurnaz, un cittadino turco nato e cresciuto in Germania, detenuto nel campo di prigionia di Guantánamo per quattro anni. Louise Jury, in un articolo per The Independent, ha riportato le parole di Smith:
Ho scritto entrambe le canzoni in risposta ad eventi dai quali mi sono sentita oltraggiata: vengono compiute ingiustizie contro i bambini mentre i giovani uomini e le giovani donne vengono incarcerati. Sono un'americana e le tasse che pago vengono utilizzate per finanziare paesi come Israele che bombardano inermi cittadini, civili, in città come Kana. È terribile. È una violazione dei diritti umani. 

## Ideologia

### Religione
Cresciuta tra i Testimoni di Geova, ha ricevuto un'educazione fortemente basata sugli insegnamenti della Bibbia. Iniziò a staccarsi dall'ambiente religioso da adolescente poiché lo riteneva troppo "chiuso". Su questa esperienza scrisse il verso "Jesus died for somebody's sins, but not mine" ("Gesù è morto per i peccati di qualcuno ma non per i miei") inserendola all'interno della sua cover di Gloria dei Them. Ha affermato che tra gli undici ed i dodici anni iniziò ad interessarsi al buddhismo tibetano dichiarando "mi sono innamorata del Tibet poiché la loro missione era mantenere un flusso continuo di preghiere". Tuttavia, in età più matura, è giunta alla conclusione che vi siano dei parallelismi tra le religioni e che i dogmi della fede sono "leggi fatte dall'uomo alle quali puoi decidere se attenerti o no".
Nel 2014 è stata invitata da Papa Francesco a suonare al Concerto di Natale del Vaticano. L'artista ha così commentato: "È un concerto di Natale per le persone, e sarà trasmesso in televisione. Mi piace Papa Francesco e sono contenta di cantare per lui. Chi mi critica per una frase di 40 anni fa è uno sciocco! Ho avuto un'influente educazione religiosa, tant'è che la prima parola sul mio primo LP è Gesù. C'ho pensato molto. Non sono contro Gesù, ma avevo vent'anni e volevo fare i miei errori e non volevo che nessuno morisse per essi. Ora mi trovo alle spalle di quella ragazza di vent'anni ma sono cresciuta e mi sono evoluta".

## Membri del gruppo

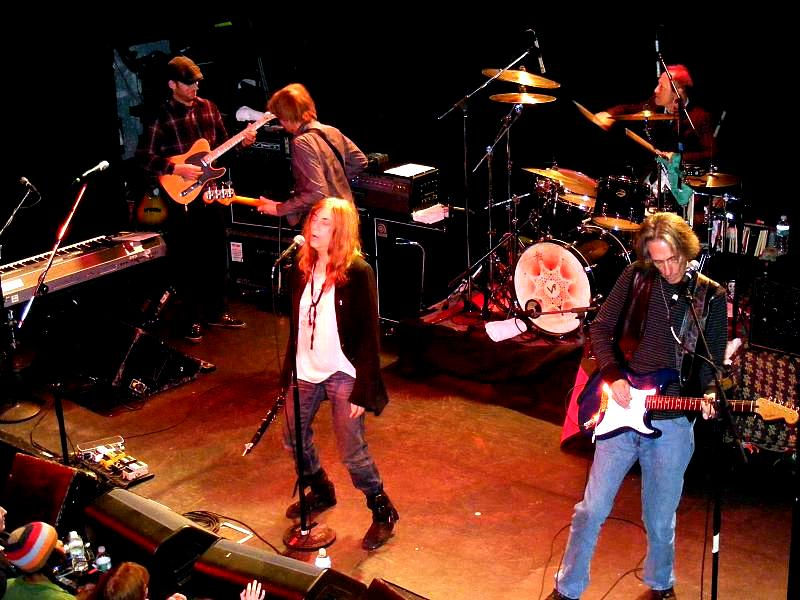
Patti Smith al Bowery Ballroom di New York il 31 dicembre 2007

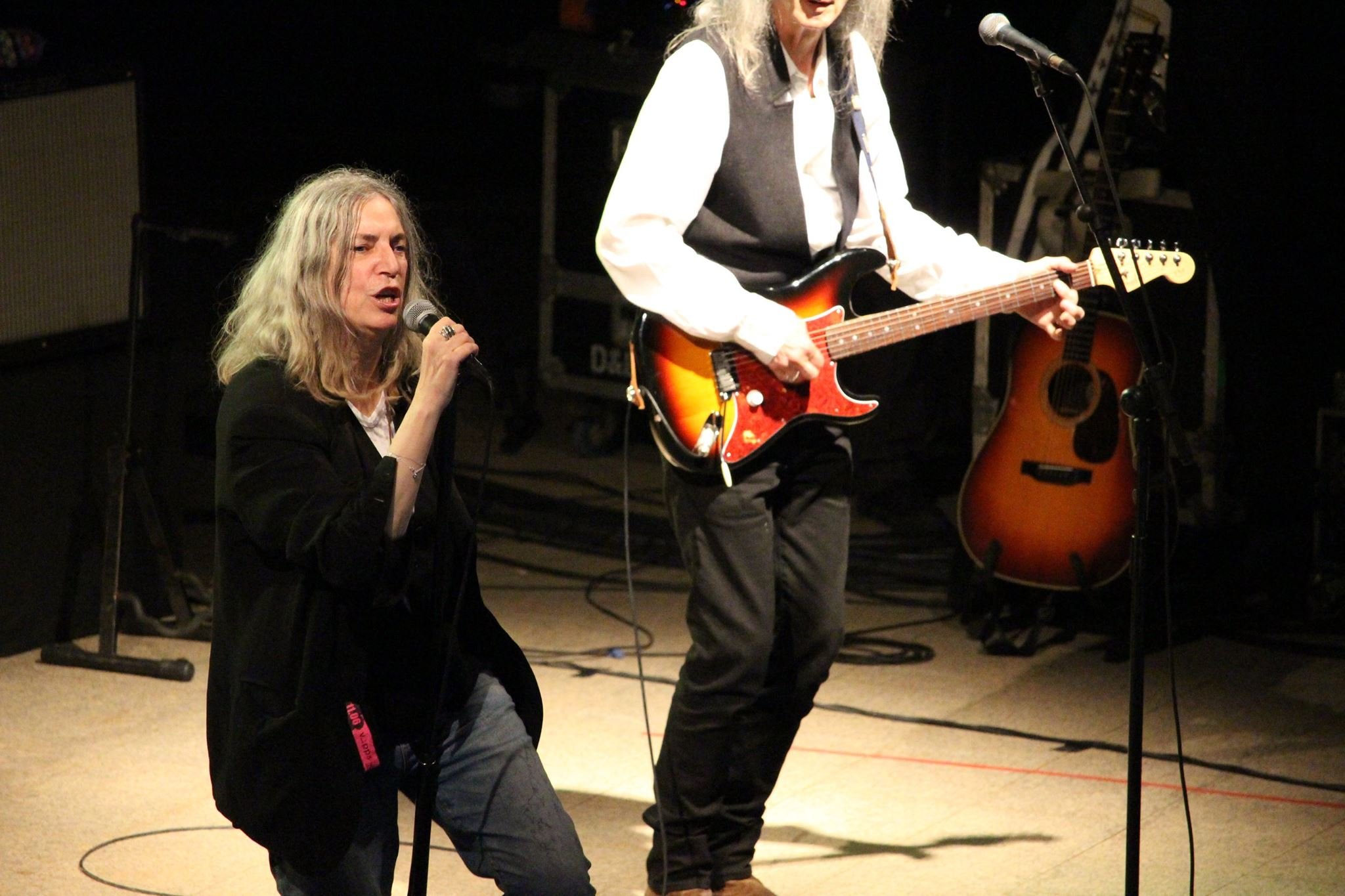
Patti Smith a Zafferana Etnea nel 2015

## Discografia

### Album in studio
- 1975 – Horses
- 1976 – Radio Ethiopia
- 1978 – Easter
- 1979 – Wave
- 1988 – Dream of Life
- 1996 – Gone Again
- 1997 – Peace and Noise
- 2000 – Gung Ho
- 2004 – Trampin'
- 2007 – Twelve
- 2012 – Banga

### EP
- 1977 – Hey Joe/Radio Ethiopia
- 1978 – Set Free
- 2005 – Horses/Horses
- 2021 - Live At Electric Lady

### Live
- 2004 – Live aux Vieilles Charrues
- 2012 – Live in Germany 1979

### Raccolte
- 1996 – The Patti Smith Masters
- 2002 – Land (1975-2002)
- 2011 - Outside Society

## Filmografia parziale

### Televisione
- Law & Order: Criminal Intent - serie TV, episodio 10x07 (2011)
- The Killing - serie TV, episodio 4x01 (2014)

## Opere
- Seventh Heaven (1972), pubblicato in Italia con il titolo Poesie, Newton Compton, 1979[26]
- A Useless Death (1972)
- kodak (1972)
- Early morning dream (1972)
- Witt (1973)
- Ha! Ha! Houdini! (1977)
- Gallerie Veith Turske (1977)
- Babel (1978), pubblicato in Italia con il titolo Babel, Newton Compton, 1980[26]
- Patti Smith Canzoni, a cura di Marina Morbiducci e Massimo Scarafoni, copertina di Emanuele Luzzati, ritratto a Patti Smith di Luigi Granetto, Lato Side 1979
- Woolgathering (1992), pubblicato in Italia con il titolo I tessitori di sogni, Bompiani, 2013
- Early Work: 1970 - 1979 (1994), pubblicato in Italia con il titolo Il sogno di Rimbaud: poesie e prose 1970-1979, Einaudi, 1996[26]
- The Coral Sea (1996), pubblicato in Italia con il titolo Mar dei Coralli, Bompiani, 1996[26]
- Patti Smith Complete (1998), pubblicato in Italia con il titolo Complete: canzoni, riflessioni, diari, Sperling & Kupfer, 2000[26]
- Wild Leaves (1999)
- Strange Messenger (2003)
- Auguries of Innocence (2005), pubblicato in Italia con il titolo Presagi d'innocenza, Frassinelli, 2006[26]
- Just Kids (2010), pubblicato in Italia con il titolo Just kids, Feltrinelli, 2010[26]
- M Train (2015), pubblicato in Italia con il titolo M Train, Bompiani, 2016
- Year of the Monkey (2019), pubblicato in Italia con il titolo L'anno della scimmia, Bompiani, 2020

## Doppiatrici italiane
Nelle versioni in italiano delle opere in cui ha recitato, Patti Smith è stata doppiata da:
- Cristina Piras in The Killing